# Ари Калъчев
Аргир (Ари) Николов Калъчев е български художник-живописец.

## Биография
Роден е в Горно Броди, Сярско. През 1921 г. завършва Художественото индустриално училище, специалност живопис в класа на професор Иван Мърквичка. През 1927 г. специализира в Академията при професор Стефан Иванов, а после и в Италия. До 1945 г. работи като учител по рисуване и художник на Етнографския музей.
По-известни са циклите му с акварелни пейзажи от Ботевград и Врачеш, както и портретите, които прави на възрожденци и свои съвременници — Константин Фотинов, Ст. Л. Костов, Христо Ясенов, акад. Стоян Романски. Излага произведенията си от 1929 до 1947 г., като последната му изложба „Изгледи от Ботевград“ се състои в София.
Платна на Калъчев са притежание на Националната художествена галерия и галерии в страната.
Умира в София.